# Peter Dignan
Peter Fraser Dignan (6. marts 1955 - 20. juni 2013) var en newzealandsk roer, født på Gibraltar.
Dignan vandt bronze i otter ved OL 1976 i Montreal. Den newzealandske båd bestod desuden af Trevor Coker, Ivan Sutherland, Lindsay Wilson, Joe Earl, Dave Rodger, Alec McLean, Tony Hurt og styrmand Simon Dickie. Newzealænderne sluttede på tredjepladsen i finalen efter Østtyskland og Storbritannien.
Dignan vandt desuden en VM-bronzemedalje i otter ved VM 1975 i Nottingham.

## OL-medaljer
- 1976:  Bronze i otter